# Le Baquet de Mesmer
Le Baquet de Mesmer és un curtmetratge mut francès de 1905 dirigida per Georges Méliès. Va ser estrenat per la Star Film Company de Méliès i està numerat del 693 al 695 als seus catàlegs.

## Sinopsi
El famós Doctor Mesmer, inventor del Mesmerisme, presenta un experiment realitzat amb una tina de fusta, portada per quatre lacais. Treu vestits amb els quals vesteix vuit estàtues que cobren vida i ballen. Una novena estàtua que s'alçava sobre la font fa una dansa excèntrica i acrobàtica.

## Producció
Méliès apareix a la pel·lícula com a Doctor Mesmer. La pel·lícula té poques il·lusions, i és principalment un vehicle per al seu grup de ballarins, identificat al catàleg de pel·lícules estatunidenques de Méliès com les "gotes de neu" de l'Alhambra Theatre of Variety de Londres. Els efectes tècnics de la pel·lícula es van dur a terme amb pirotècnia i escamoteigs.